# Катеринич Митрофан Кирилович
Митрофан Кирилович Катеринич — суспільний діяч Російської імперії українського козацького походження. З дворянської сім'ї Полтавщини, народився в Полтаві.

## Життєпис
Народився в Полтаві в українській козацькій дворянській сім'ї. Закінчив Миколаївське кавалерійське училище і служив у 12-му Охтирському гусарському полку до 1886 року, потім вийшов у відставку в чині штабс-ротмістра. Багато разів обирався депутатом Пирятинського повіту. З 1901 року став повітовим маршалком шляхти. З 1906 року віце-губернатор Полтавської губернії. З грудня 1908 року став губернатором Харківської губернії. Також 6 грудня 1908 року отримав чин камергера і дійсного статського радника.